# Nuala O’Loan, Baroness O’Loan

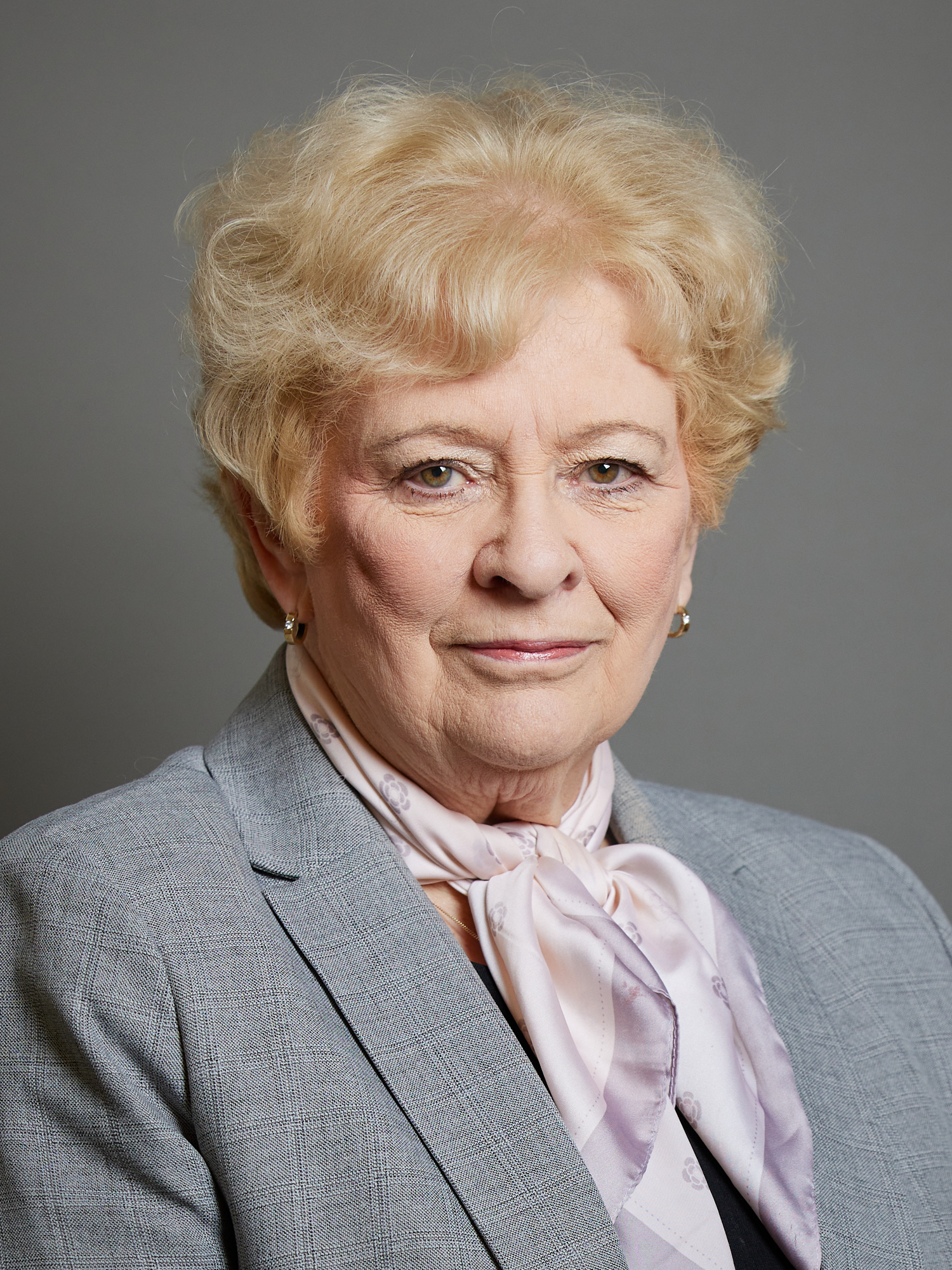
Nuala O’Loan, Baroness O’Loan, 2022

Nuala Patricia O’Loan, Baroness O’Loan DBE (* 20. Dezember 1951 in Hertfordshire) ist eine britische Juristin und Politikerin. Sie war der erste Ombudsmann der Polizei in Nordirland.

## Leben
O’Loan besuchte die Grundschule in ihrer Heimatregion Hertfordshire; studierte Rechtswissenschaften am King’s College London und war von 1974 bis 1992 Dozentin der Rechtswissenschaften am „Ulster Polytechnic“ der University of Ulster. Von 1992 bis zu ihrer Ernennung zum Ombudsmann war sie Senior Lecturer an der University of Ulster. Dort hatte sie den Jean-Monnet-Lehrstuhl für Europäisches Recht inne.
1977 überlebte sie einen Bombenanschlag der IRA auf das Ulster Polytechnic in Jordanstown, während sie schwanger war, und verlor als Folge ihr Kind. Sie ist mit dem SDLP-Politiker Declan O’Loan verheiratet, der dem nordirischen Parlament angehört. Sie haben fünf Söhne. Einer ihrer Söhne, Damien, wurde im Juni 2006 in Nord-Belfast angegriffen und musste im Krankenhaus behandelt werden. Das Motiv für diese Tat ist nicht bekannt.
Im Sommer 2006 war ihr jüngster Sohn Kieran, damals 18 Jahre alt, in eine Auseinandersetzung mit der Polizei in seiner Heimatstadt Belfast verwickelt. Der Police Service of Northern Ireland (PSNI) kündigte an, ihn zu verwarnen, zog aber später diese Entscheidung ohne Angabe von Gründen zurück. Im Oktober 2006 kam es in einem Coffee-Shop der Hauptstadt Belfast zu einer öffentlichen Auseinandersetzung O’Loans mit dem nordirischen Parlamentsabgeordneten Ian Paisley Jr. O’Loan sprach Paisley auf angeblich von ihm gemachte Kommentare über das Verhalten ihrer Kinder an. Im Gegenzug stellte Paisley O’Loans politische Unabhängigkeit in Frage, da sie mit einem Ratsmitglied der republikanischen Social Democratic and Labour Party verheiratet sei.
Im August 2008 verursachte O’Loan eine Kontroverse, als sie in einem Interview in der Sendung Woman’s Hour bei BBC Radio 4 behauptete, dass Protestanten in Nordirland anerzogen werde, Katholiken nicht zu trauen.
O’Loan ist auch ehrenamtliche Eheberaterin. Sie bereitet junge Leute unterschiedlicher Konfessionszugehörigkeit auf eine Eheschließung vor.

## Politische Karriere
1999 wurde O’Loan von der Regierung des Vereinigten Königreichs zum ersten Ombudsmann der Polizei ernannt. Dieses Amt wurde durch den Police (Northern Ireland) Act 1998 geschaffen. Diese Reform trat zwei Wochen vor dem Zustandekommen des Belfast-Abkommens in Kraft. Die Existenz des Amtes und dessen Ausführung waren seitdem immer wieder Thema kontroverser Debatten. O’Loan hatte diese Funktion bis 2007 inne.
Im August 2001 wurde sie mit der Überprüfung des Vorgehens der Polizei mit dem Bombenanschlag von Omagh 1998 beauftragt. Bei diesem Terrorakt kamen 29 Personen (und zwei ungeborene Kinder) ums Leben. O’Loans Bericht, der im Dezember 2001 veröffentlicht wurde, stellte fest, dass die Royal Ulster Constabulary im Vorfeld Kenntnisse über einen bevorstehenden Angriff in dieser Region hatte und stellte die Führung des damaligen Chief Constable Sir Ronnie Flanagan in Frage. Der frühere UUP-Abgeordnete Ken Maginnis sagte in Zusammenhang mit ihrem Umgang bei der Untersuchung des Bombenanschlags von Omagh, dass sie wie eine Selbstmordattentäterin zwischen den Interessen der Polizei und den Interessen der Gesellschaft hin- und hergelaufen sei. Der frühere Minister für Nordirland Peter Mandelson sagte, sie habe „einen gewissen Mangel an Erfahrung und möglicherweise Leichtgläubigkeit“ in Bezug auf diese Affäre gezeigt.
O’Loan erhielt sowohl Lob als auch Kritik für ihr hartes Durchgreifen bei der Untersuchung von angeblichem Missbrauch durch Polizeibeamte des Police Service of Northern Ireland (PSNI). Sie war auch eine bewährte Vermittlerin in kontroversen Fällen, die mögliche kriminelle Aktivitäten von irischen Republikanern beinhalteten. Diese Vermittlerrolle entstand, weil viele Republikaner die PSNI nicht als legitime und vorurteilsfreie Polizei anerkannten und daher eine Zusammenarbeit bei Untersuchungen ablehnten.
Ein Ausschuss des britischen House of Commons gab 2005 einen Bericht über die Arbeit des Ombudsmanns heraus und erkannte O’Loans Arbeit ausdrücklich an. Gleichzeitig wurde empfohlen, das Amt der Bürgerbeauftragten mit umfassenderen Befugnissen auszustatten. Derselbe Ausschuss stellte jedoch auch fest, dass das Büro der Bürgerbeauftragten von Seiten der PSNI nicht als unparteiisch angesehen wurde und forderte, diese Bedenken auszuräumen.
Im Dezember 2006 kam eine unabhängige Umfrage der Northern Ireland Statistics and Research Agency (NISRA) zu dem Ergebnis, dass Protestanten und Katholiken gleichermaßen den Ombudsmann unterstützen. Mehr als 4 von 5 Personen der Befragten beider Konfessionen glaubten auch, dass Polizeioffiziere und Beschwerdeführer fair behandelt werden. Außerdem ergab eine Umfrage des Büros des Ombudsmanns bei der Polizei, dass sich 85 Prozent der Polizeibeamten vom Büro des Ombudsmanns fair behandelt fühlen. Am 26. Juni 2007 wurde der frühere RCMP Assistant Commissioner Al Hutchinson als Nachfolger von O’Loan angekündigt. Am 22. Oktober 2007 veröffentlichte O’Loan die Ergebnisse der Operation Ballast, einer Untersuchung über Absprachen der Royal Ulster Constabulary und der Ulster Volunteer Force in Zusammenhang mit dem Mord an Raymond McCord, Jr. im Jahre 1997. Hutchinson übernahm das Amt am 5. November 2007. Zu ihrem Ausscheiden aus dem Amt des Ombudsman fand ein Abschiedsempfang statt, zu dem alle politischen Parteien eingeladen worden waren. Vertreter der Ulster Unionist Party, der Democratic Unionist Party und von Sinn Féin waren allerdings nicht anwesend.
Am 19. Februar 2008 wurde O’Loan von der irischen Regierung als Sondergesandte für Osttimor (Timor-Leste) ernannt. Außenminister Dermot Ahern kündigte die Ernennung von O’Loan während eines zweitägigen Besuch des Landes an.

## Weitere Ämter
Sie hatte außerdem folgende Ämter inne:
- Vorsitzende des Nordirischen Verbraucherrats für Elektrizität und Energiefragen (Chairman of the Northern Ireland Consumer Committee for Electricity)
- Mitglied der Polizeibehörde (Police Authority)
- stellvertretende Vorsitzende im Ausschuss der Polizei für die Beziehungen zur Gemeindeverwaltung (Police Authority's Community Relation Committee)
- Mitglied des Consumer Council for Northern Ireland, einer unabhängigen Verbraucherorganisation, und dessen Ausschuss für Verkehr und Energie
- Rechtsexpertin des Beratenden Verbraucherausschusses der Europäischen Kommission (European Commission's Consumers Consultative Council)

Sieben Jahre lang war sie Mitglied der Independent Custody Visiting Association, einer unabhängigen Organisation zur Überprüfung der Polizeiarbeit bei der Behandlung von Häftlingen.

## Auszeichnungen
2003 wurde ihr auf der Jahreskonferenz der National Association for Civilian Oversight of Law Enforcement (NACOLE), einer US-Organisation zur Verbesserung der Aufsicht über Polizeimaßnahmen, eine Auszeichnung für ihren Beitrag zur Verantwortlichkeit von Polizeiorganen verliehen.
Am 3. Juli 2008 wurde sie mit einem Ehrendoktor der Rechtswissenschaften (LLD) von der University of Ulster in Anerkennung ihrer Arbeit als Polizeibeauftragte und für ihren Beitrag zur sozialen Entwicklung in Nordirland ausgezeichnet.
Sie wurde am 29. Dezember 2007 zum Dame Commander of the Order of the British Empire (DBE) in der New Year's Honours List 2008 ernannt. Seit 2012 ist sie Mitglied der Royal Irish Academy.

## Mitgliedschaft im House of Lords
Im Juli 2009 wurde bekanntgegeben, dass O’Loan zum Mitglied des House of Lords ernannt werden würde. Am 11. September 2009 wurde sie zum Life Peer als Baroness O’Loan, of Kirkinriola in the County of Antrim ernannt.